# 17004 Сінкевич
17004 Сінкевич (17004 Sinkevich) — астероїд головного поясу, відкритий 12 лютого 1999 року.
Тіссеранів параметр щодо Юпітера — 3,593.